# Goðafoss
Goðafoss (izlandi nyelven: az istenek vízesése vagy papok vízesése) egyike a legnagyobb és leglátványosabb vízeséseknek Izlandon. Az Izland északi-középső részén fekvő Mývatn régióban található, az N1-es főúttól délre, a Sprengisandur felföldi út elején, Akureyri-től 40 kilométerre. A 175 kilométer hosszú Skjálfandafljót gleccserfolyam vize 12 méteres magasságból zúdul alá körülbelül 30 méteres szélességben.

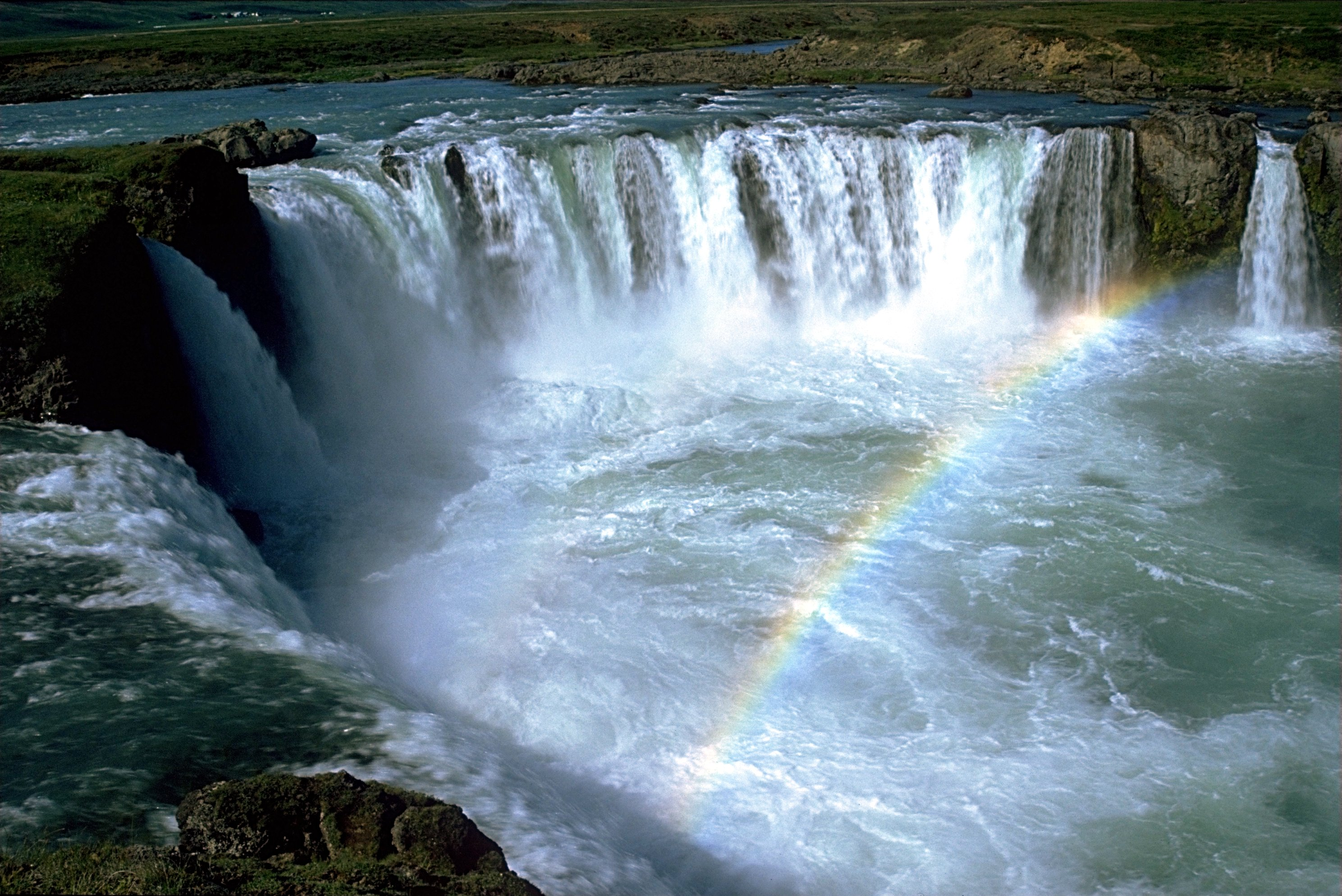
A vízesés látképe

## Az istenek vízesése
Goðafoss szorosan kapcsolódik az izlandi történelem egyik legfontosabb eseményéhez, mégpedig a pogányságról a kereszténységre való áttéréshez 1000-ben. Abban az időben a közeli Ljósavatn-ből származó Þorgeir Þorkelsson törzsfőnök volt a törvénymondó (lawspeaker) Izlandon. Ebben a feladatkörében akkoriban szembe kellett néznie a keresztények és az ősi északi istenek hívei között fellángoló, egyre élesebbé váló vitákkal. Ahogy azt a híres saga-k is tanúsítják, habár pogány pap volt, elhatározta, hogy egész Izlandnak fel kell vennie a keresztény vallást. A legenda szerint, amint visszatért Ljósavatn-be a történelmi Alþingi gyűlésről, úgy szabadult meg a pogány isteneitől, hogy behajította őket a vízesésbe a megtérés szimbolikus aktusaként. A legenda szerint innen származik a Goðafoss (istenek vízesése) elnevezés. Þorgeir története megőrződött Ari Þorgilsson Íslendingabókjában (Izlandiak könyve). Egy ablak az Akureyri katedrálisban illusztrálja ezt a történetet.
2000-ben építettek egy templomot a közeli Ljósavatn tó mellé, megemlékezve az izlandi kereszténység 1000 éves évfordulójáról és Þorgeir törzsfőnökről nevezték el.

## MS Goðafoss
MS Goðafoss egy izlandi hajó volt, amit a Goðafoss vízesésről neveztek el. Utasokat és rakományt egyaránt szállított. Egy német tengeralattjáró süllyesztette el a hajót a második világháborúban, ez jelentős számú áldozatot követelt.